# Smalarnia (rejon kliczewski)
Smalarnia (biał. Смалярня; ros. Смолярня, Smolarnia) – wieś na Białorusi, w obwodzie mohylewskim, w rejonie kliczowskim, w sielsowiecie Niasiata, 3,5 km na południowy zachód od Kliczewa. Wieś, w której zamieszkanych jest kilka chałup, leży przy drodze z Kliczewa do Niasiaty, od południa jest osłonięta lasem a od północy otaczają ją pola kołchozowe.

## Wieś w literaturze

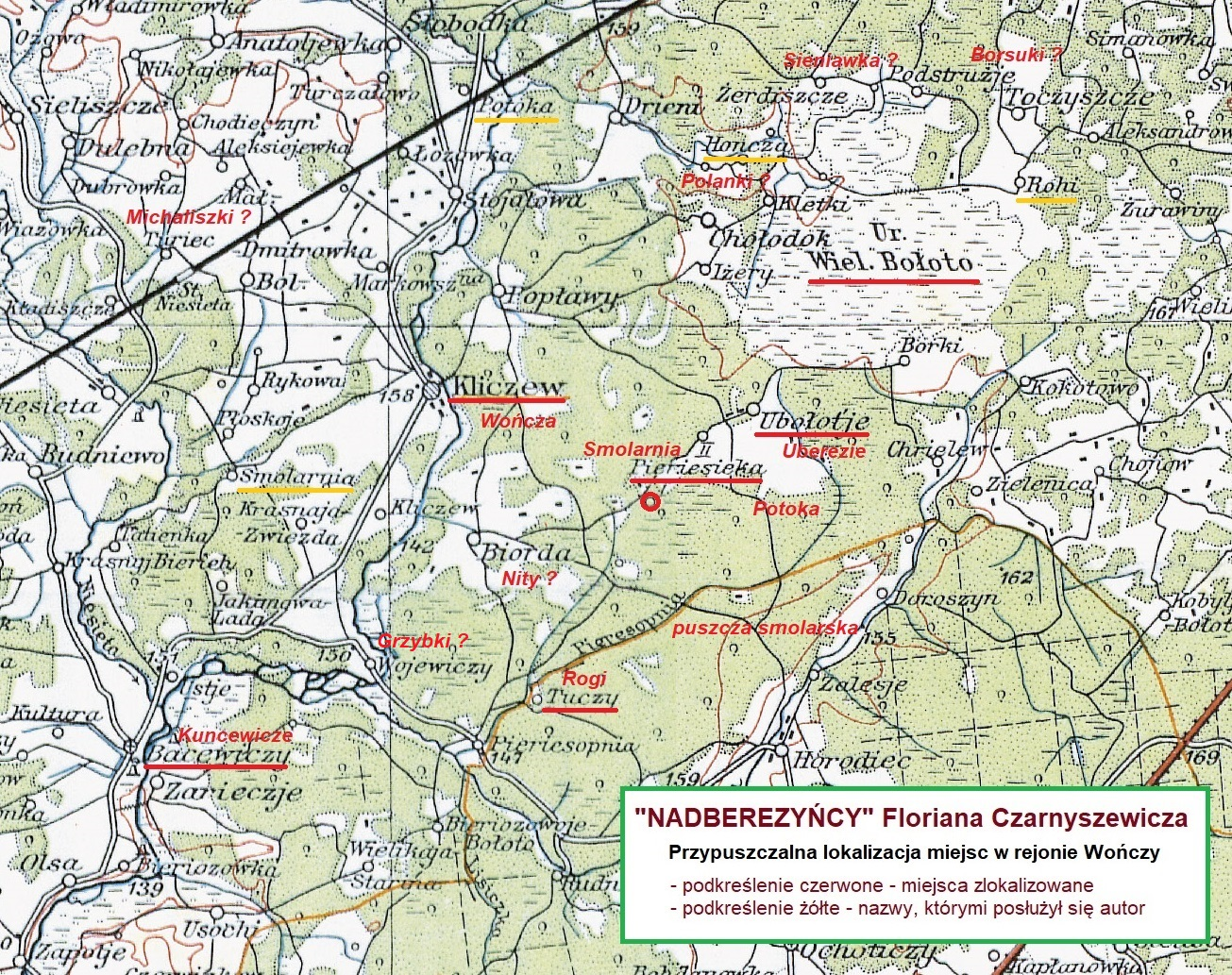
Lokalizacja miejsc z powieści Nadberezyńcy w rejonie „Wończy” (Kliczewa). Widoczny zaścianek Przesieka (literacka Smolarnia) oraz podkliczewska Smalarnia, której nazwą najprawdopodobniej posłużył się autor. Fragment polskiej mapy wojskowej z 1934 roku.

Ze względu na nazwę wieś bywała niegdyś łączona z zaściankiem „Smolarnia”, opisanym przez Floriana Czarnyszewicza w autobiograficznej powieści Nadberezyńcy z 1942 roku.
Topografia i położenie oraz historia podkliczewskiej Smalarni jednak nie odpowiadają opisowi z powieści. Jak ustalił historyk i biograf pisarza Bartosz Bajków, powieściową Smolarnią była w rzeczywistości Przesieka (Przesieka Pierwsza), nieistniejąca już wieś szlachecka położona po drugiej stronie Kliczewa (powieściowej „Wończy”), w rejonie puszczańskim. Według dokumentów oraz wspomnień rodziny pisarza, to Przesieka była zaściankiem, w której wychowywał się Florian Czarnyszewicz. 
Sam pisarz w 1953 ubolewał, że jego „Smolarnia” już nie istnieje, że „zarasta drzewami”. Według wspomnień mieszkańców rejonu kliczewskiego tamtejsza Smolarnia/Smalarnia nigdy nie była wsią „szlachecką”, lecz białoruską.  
Według badaczy Czarnyszewicz w swoich powieściach opisał istniejące rzeczywiście miejsca zmieniając jednak ich nazwy, aby ochronić pozostałych mieszkańców przed represjami sowieckimi.
- Więcej w sekcji Miejsca w haśle Nadberezyńcy.

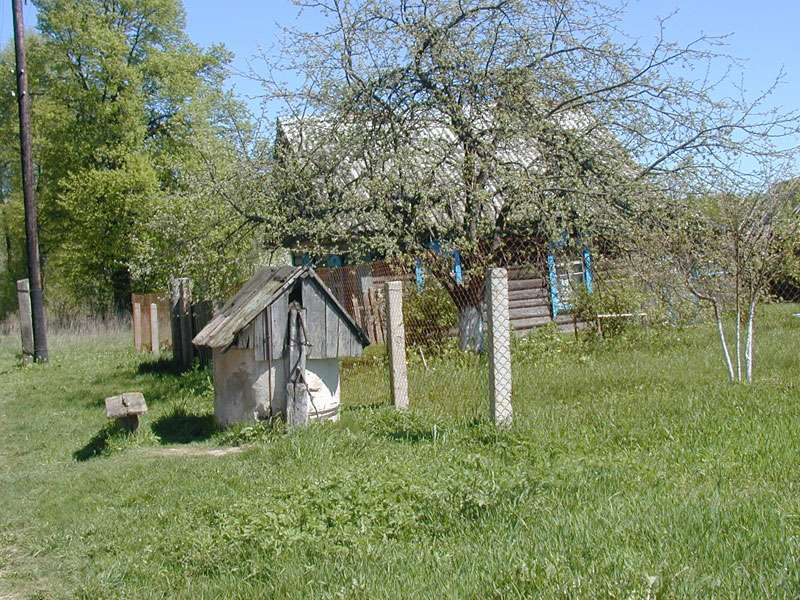
Współczesna zagroda w Smalarni koło Kliczewa.